# Hoksáry Balázs
Hoksáry Balázs (Arad, 1902. november 22. – Temesvár, 1988. február 13.) magyar nemzetiségű román válogatott labdarúgó, hátvéd.

## Pályafutása

### Klubcsapatban
A Temesvári Kinizsi csapatában kezdte a labdarúgást, ahol 1921 és 1929 között hat bajnoki címet szerzett. 1930 és 1937 között a Ripensia Timișoara együttesében szerepelt és három bajnoki címet nyert. Kilenc bajnoki címével sokáig csúcstartó volt, amit Marius Lăcătuș döntött meg.

### A válogatottban
1926 és 1928 között öt alkalommal szerepelt a román válogatottban.

## Sikerei, díjai
- Román bajnokság
  - bajnok: 1921–22, 1922–23, 1923–24, 1924–25, 1925–26, 1926–27, 1932–33, 1934–35, 1935–36
  - 3.: 1936–37
- Román kupa
  - győztes: 1934, 1936

## Statisztika

### Mérkőzései a román válogatottban
| Románia | Románia           | Románia   | Románia     | Románia  | Románia     | Románia            | Románia | Románia |
| #       | Dátum             | Helyszín  | Hazai       | Eredmény | Vendég      | Kiírás             | Gólok   | Esemény |
| ------- | ----------------- | --------- | ----------- | -------- | ----------- | ------------------ | ------- | ------- |
| 1.      | 1926. május 7.    | Isztambul | Törökország | 1 – 3    | Románia     | barátságos         | -       |         |
| 2.      | 1926. október 3.  | Zágráb    | Jugoszlávia | 2 – 3    | Románia     | Sándor király-kupa | -       |         |
| 3.      | 1927. május 10.   | Bukarest  | Románia     | 0 – 3    | Jugoszlávia | Sándor király-kupa | -       |         |
| 4.      | 1928. április 15. | Arad      | Románia     | 4 – 2    | Törökország | barátságos         | -       |         |
| 5.      | 1928. május 5.    | Belgrád   | Jugoszlávia | 3 – 1    | Románia     | Sándor király-kupa | -       |         |
|         | Összesen          |           |             | 5        | mérkőzés    |                    | 0       | gól     |